# حمام قدیمی کیاکلایه
بقایای حمام قدیمی کیاکلایه مربوط به دوره قاجار است و در لنگرود، میدان نورانی، خیابان سعدی، نبش بن‌بست شهید پور ابراهیمی واقع شده و این اثر در تاریخ ۷ اسفند ۱۳۸۶ با شمارهٔ ثبت ۲۱۵۲۰ به‌عنوان یکی از آثار ملی ایران به ثبت رسیده است.